# Свети Николай (Костичовци)
„Свети Николай“ е православна църква във белоградчишкото село Костичовци, част от Видинската епархия на Българската православна църква.

## История
Храмът е построен в 1892 година. В 1900 година там работи дебърският майстор Мелетий Божинов. Реставриран е в началото на XXI век и осветен от митрополит Дометиан Видински. 